# Loa (vodú)

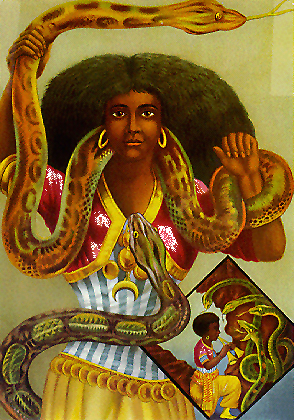
Imprès a Hamburg en els anys 1880s, aquest cartell d'una encantadora de serps reforçà la imatge més comú del loa Mami Wata.

Els loas (/ˈloʊə/, també escrit lwa /lwɑː/ en crioll haitià) són els esperits tant del vodú haitià com del de Louisiana.:229 També se'ls coneix com a "mystères" i "els invisibles" i són els intermediaris entre Bondye (del francès Bon Dieu, en català Bon Déu), el creador suprem, que es manté distant del món i de la humanitat. A diferència dels sants o els àngels, no basta amb resar-los, sinó que se'ls ha de servir. Són éssers independents i diferenciats entre ells, amb els seus propis gustos i aversions, ritmes sagrats, cançons, danses, símbols, rituals i exigències cap als seus servidors. En contra de la creença popular, els loas no són deïtats en si mateixes, sinó que són intermediaris i, per tant, depenen del distant Bondye.:219

## Etimologia
Les paraules loa i lwa provenen del francès les lois;"les lleis" en català.

## Sincretisme
El esclaus Fon i Ewe d'Haití i Louisiana sincretitzaren els loas amb els sants catòlics (als altars vodú es poden trobar amb freqüència imatges d'aquests sants). Per exemple, Papa Legba és sincretitza amb Sant Pere o Sant Llàtzer de Betània.
El sincretisme també funciona a la inversa, de manera que molts sants catòlics han estat adoptats per la religió vodú i convertits en loas de ple dret. Alguns dels més notables serien Santa Filomena, l'arcàngel Miquel, Judes Tadeu i Joan Baptista.

## Rituals
En un ritual, el loa és invocat pel houngan (sacerdot), la mambo (sacerdotessa), o bé el bokor o la caplata (aquests darrers tenen una fama més sinistra que els anteriors, si bé no és necessàriament merescuda) i rep ofrenes i peticions. El loa es manifesta en el peristil (espai ritual) "cavalcant" (posseint) al participant de la cerimònia, a qui s'anomena chwal en crioll. Aquest esdeveniment pot produir-se de manera violenta, amb el participant sacsejant-se o convulsionant abans de caure a terra,:62 però molts loas, com Ayizan, "cavalquen" d'una manera molt més tranquil·la.
Certs loas mostren comportaments distintius pels quals poden ser reconeguts, així com frases i gestos molt característics. Tan bon punt un loa és reconegut, li seran lliurats els símbols apropiats. Per exemple, a Erzulie Freda se li donarà una copa de xampany rosat, se la ruixarà amb perfum o se li entregaran presents o menjars refinats o, fins i tot, se li posaran joies; a Legba se li farà entrega de la seva canya, el barret de palla i la seva pipa; el Baró Samedí sovint cau a terra i els vodousants (participats de la cerimònia) el vestiran i prepararan com si es trobessin en una morgue, inserint cotó dins el seu nas.

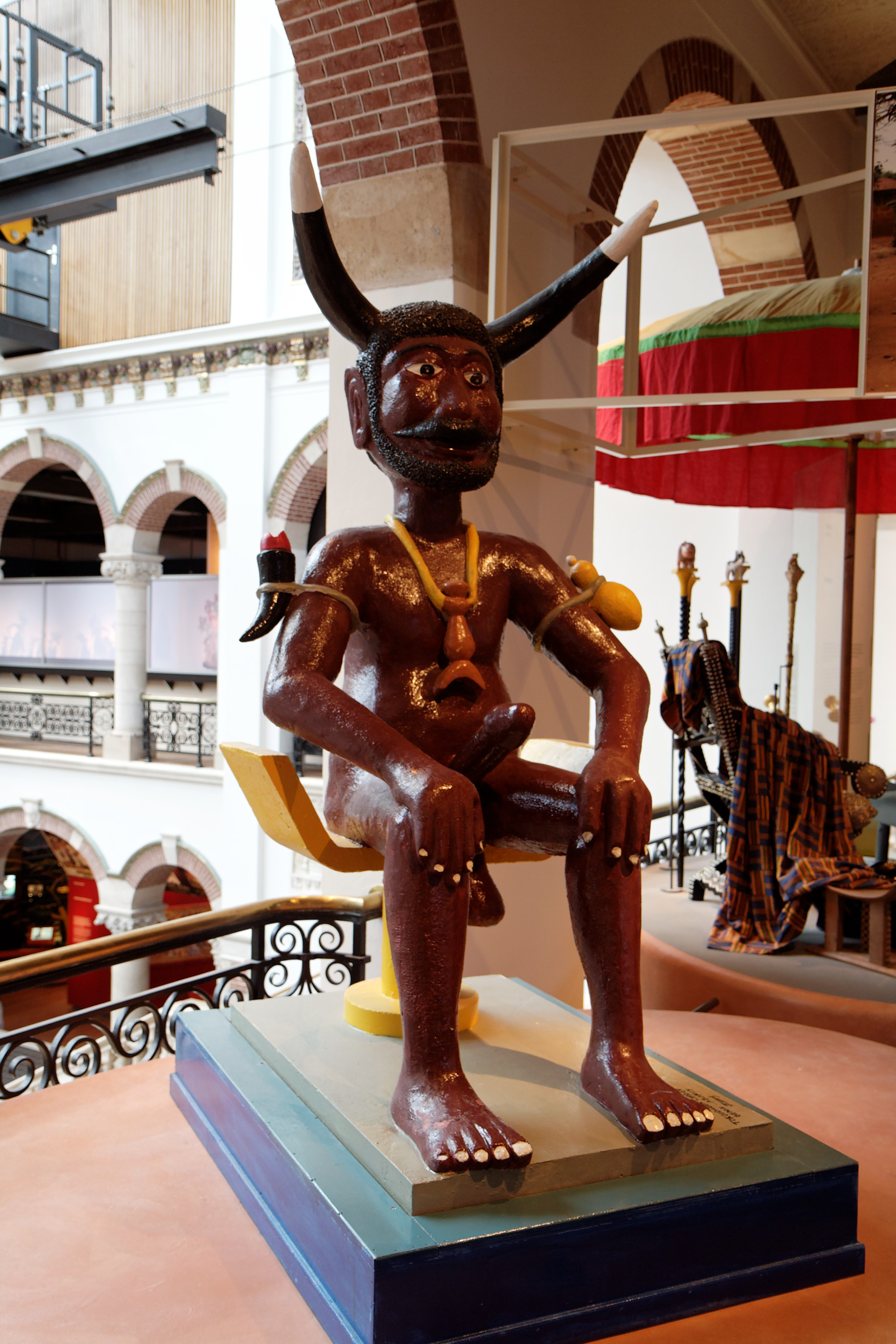
Escultura del loa Legba, qui serveix com l'intermediari entre els loa i la humanitat. Sovint se'l representa com un ancià, però a Benín, Nigèria i Togo, és típicament jove i sovint banyut i fàl·lic.

Una vegada que el loa ha arribat i ha estat alimentat i servit i, possiblement, ha a prestat la seva ajuda o consell, abandona el peristil. Certs loas poden mostrar certa obstinació per quedar, per exemple Guédé és conegut per demanar una darrera pipada o un darrer glop, però és feina del houngan o la mambo mantenir els esperits a ratlla mentre s'asseguren que són adequadament proveïts.

## Nanchons
Hi ha moltes famílies o "nanchons" (de "nacions") de loas: Rada (també Radha), Petro (també Pethro, Petwo), Nago, Kongo, i Ghede (també Guede, o Gede), entre d'altres.

### Loas rada
Els loas rada són, generalment, els més vells. Molts d'aquests esperits provenen d'Àfrica, concretament del regne de Dahomey. Els rada són savis, benevolents i menys agressius que els Petro. Entre ells es troben loas com Legba, Loko, Ayizan, Damballa Wedo i Ayida-Weddo, Maîtresse Mambo Erzulie Fréda Dahomey, La Sirène, i Agwé. El seu color tradicional és el blanc.

### Loas petro
Els petro són generalment els loas més ferotges, agressius i bel·ligerants i estan associats a Haití i el Nou Món. Inclouen noms com Ezili Dantor, Marinette, i Met Kalfu (Maitre Carrefour, o "Mestre dels entreforcs"). El seu color tradicional és vermell.

### Loas kongo
Originaris de la regió de Congo, aquests loa inclouen molts dels loas simbi, així com a la feroç i temuda Marinette.

### Loas nago
Originaria de les terres ioruba, aquesta nació inclou molts dels loas ogoun.

### Loas ghédé
El guédé són els esperits de la mort, tradicionalment dirigit pels Barons (La Croix, Samedi, Cimitière, Kriminel) i Maman Brigitte. Esl Ghede com a família són sorollosos, rudes (tot i que rarament insulten de manera explícita), sexuals i, normalment, amants de la diversió. Com que ja han viscut, no tenen res a témer i sovint la seva invocació implica experiències intenses com menjar vidre, xilis cruus tan picants que només el loa podria fer-ho sense patir el dolor que causen. Els seus colors tradicionals són el negre i el porpra.

## Loas principals
- Adjassou-Linguetor
- Adjinakou
- Adya Houn'tò
- Agaou
- Agassou
- Agwé
- Anaisa Pye
- Anmino
- Ayida-Weddo
- Ayizan
- Azaka-Tonnerre
- Bacalou
- Badessy
- Baron Samedi
- Baron Kriminel
- Belie Belcan
- Boli Shah
- Bossou Ashadeh
- Boum'ba Maza
- Brize
- Bugid Y Aiba
- Captain Debas
- Clermeil
- Congo
- Damballa
- Dan Petro
- Dan Wédo
- Demeplait
- Dereyale
- Diable Tonnere
- Diejuste
- Dinclinsin
- Erzulie
- Filomez
- Ghede
- Ghede Linto
- Ghede Loraj
- Ghede Nibo
- Ghede Doubye
- Gran Maître
- Grand Bois
- Guinee
- Jean Zombi
- Joseph Danger
- Joumalonge
- Met Kalfou
- Kalfou Twa
- Kapitan Zombi
- Klemezin Klemay
- Lemba
- L'inglesou
- La Sirène
- Limba
- Loco
- Lovana
- Mademoiselle Charlotte
- Mait' Carrefour
- Maîtresse Délai
- Maîtresse Hounon'gon
- Maman Brigitte
- Marassa
- Marassa Jumeaux
- Marinette (Vodou)
- Maroule
- Mombu
- Manze Marie
- Mounanchou
- Nago Shango
- Ogoun
- Papa Legba
- Pie
- Silibo
- Simbi
- Sobo
- Sousson-Pannan
- Senegal
- Ti Kita
- Ti Jean Quinto
- Ti Malice
- Ti Jean Petro
- Wawe